# Crystal City (Texas)
Crystal City település az Amerikai Egyesült Államok Texas államában, Zavala megyében, melynek megyeszékhelye is. Lakosainak száma 6354 fő (2020. április 1.).

## Népesség
A település népességének változása:
| Lakosok száma | 7138 | 7269 | 6354 |
|               | 2010 | 2018 | 2020 |